# Hôtel Holtzer
L’ancien hôtel Holtzer est un hôtel particulier situé à Perpignan dans le département des Pyrénées-Orientales.

## Localisation
L'édifice est situé au 16rue Émile-Zola (ancienne rue Saint-Sauveur) à Perpignan dans le quartier Centre historique. Il est mitoyen à l'Hôtel Pams.

## Histoire
En 1872, Pierre Bardou-Job acheta 2 parcelles mitoyennes, le 18 et le 16 rue Émile Zola. La première devint l'Hôtel Pams, tandis que la seconde devint l'Hôtel Holtzer. L’hôtel (au n°16), mitoyen à l'Hôtel Pams, fut la propriété de la deuxième épouse de Jules Pams, Margerite Holtzer/Pams, héritière de l’empire métallurgique alsacien. Il abritait anciennement un atelier de fabrication de papier JOB.
Il appartient désormais à la ville, qui fit quelques travaux afin d'y accueillir la Direction de la culture.
Actuellement, la majeure partie du bâtiment est rattachée à l'Hôtel Pams.